# Jørgen Christensen (atlet)
 Der er flere personer med dette navn, se Jørgen Christensen.
Jørgen Christensen er en tidligere dansk atlet. Han var medlem af Københavns IF.

## Danske mesterskaber
- Bronze 1958 Højdespring 1,70
- Sølv 1957 Højdespring 1,80

## Personlige rekord
- Højdespring: 1,81 (1957)